# 로미 슈나이더상
로미 슈나이더상(프랑스어: Prix Romy Schneider)은 연간 프랑스 영화상으로, 프랑스 영화 산업에서 활동하는 젊은 여자 배우들을 대상으로 한 상이다. 프랑스의 저널리스트인 마를린 무와누와 외젠 무와누가 만들었으며 1984년 처음으로 시행되었다. 상 이름은 프랑스의 배우 로미 슈나이더의 이름에서 따왔다. 매년 심사위원들이 파리에서 파트릭 드베르상과 함께 시상한다.

## 역대 수상자
- 1984 – 크리스틴 브와송
- 1985 – 엘리자베스 부르진
- 1986 – 쥘리에트 비노슈
- 1987 – 카트린 무셰
- 1988 – 패니 바스티앙
- 1989 – 마틸다 메이
- 1990 – 바네사 파라디
- 1991 – 안 브로셰
- 1992 – 아누크 그랭베르
- 1993 – 엘자 질베르슈테인
- 1994 – 잔드라 스파이샤트 (독일)
- 1995 – 상드린 키베를랭
- 1996 – 마리 질랭 (벨기에)
- 1997 – 쥘리 가예
- 1998 – 이자벨 카레
- 1999 – 마틸드 세니에르
- 2000 – 클로틸드 쿠로
- 2001 – 엘렌 드 푸제롤
- 2002 – 엠마 드 콘
- 2003 – 뤼디빈 사니에
- 2004 – 로라 스메트
- 2005 – 세실 드 프랑스 (벨기에)
- 2006 – 멜라니 로랑
- 2007 – (미수여)
- 2008 – 오드리 다나
- 2009 – 데보라 프랑수아 (벨기에)
- 2010 – 마리조제 크로즈 (캐나다)
- 2011 – 아나이스 드무스티에
- 2012 – 베레니스 베조
- 2013 – 셀린 살레트
- 2014 – 아델 에그자르코풀로스
- 2015 – 아델 에넬
- 2016 – 루 드 라주
- 2017 – (미수여)
- 2018 – 아들린 데르미
- 2019 – 디안 룩셀

## 같이 보기
- 로미상